# Una rosa es una rosa
«Una rosa es una rosa» es el título del quinto sencillo que se extrae del álbum "Aidalai" del grupo Mecano. La canción fue compuesta por José María Cano. Esta pieza se puede clasificar como una rumba y la canción está basada en la frase Rosa es una rosa es una rosa es una rosa de la escritora estadounidense Gertrude Stein. Esta canción fue publicada como sencillo en casi todos los países a excepción de Francia en donde el sencillo promocionado fue "Toi".

## Acerca de la canción
Ana Torroja canta un estilo de música que no es usual en el repertorio de la artista (música flamenca) y para ello, antes de grabar la canción como tal, Ana tuvo que escuchar mucha música de este género para saber cómo había que cantarla correctamente y que además sonara lo más natural posible, que no pareciera burla. Ana contó con la colaboración de varias personas versadas en este tipo de música sin las cuales no habría sido posible grabar esta canción
El videoclip oficial fue rodado en El Rocío y Matalascañas, ambas pertenecientes al término municipal de Almonte (Huelva).

## Diseño gráfico
La fotoportada del sencillo es muy minimalista y se trata nada más que de un zum o una ampliación considerable de una foto previa tomada al hombro izquierdo de Ana Torroja en donde la cantante exhibía para ese momento un pequeño tatuaje de una rosa a medio abrir con 4 hojas del sépalo y sin el pedúnculo de la flor. Éste en particular es el único sencillo de Mecano que no lleva el título de la canción en la carátula de dicho sencillo, el título del sencillo queda pues sobreentendido por el tatuaje que aquí se muestra. 
La portada muestra en la parte superior el nombre del grupo en una tipografía color negro que asemeja una escritura de imprenta hecha a mano en donde las letras de la palabra Mecano están trazadas adrede con cierto descuido que recuerdan a la caligrafía infantil. Debajo de esto aparece en grande el tatuaje de Ana.
En la contraportada se muestra una fotografía en gran tamaño a medio busto de Ana Torroja tomada desde atrás de la cantante. Ana aparece de espaldas, casi en una posición de perfil a la cámara... Ella está mirándose ante un espejo en el cual se observa el reflejo desenfocado de la parte frontal de cuerpo (el busto y rostro). Toda la parte derecha de la contraportada está ocupada por una faja vertical en color amarillo sobre la cual aparece en color blanco el nombre del grupo escrito todo en letras mayúsculas colocado en vertical de abajo hacia arriba y la lista de las tres versiones que contiene el disco en posición de texto normal. El título del sencillo aparece escrito aquí en una tipografía roja que parece estar escrita a mano alzada en un estilo algo descuidado. Sobre el reflejo borroso de Ana Torroja aparece la letra de la canción.

## Versiones de otros cantantes
- El cantante español Raphael la incluye en su disco "Maldito Raphael".
- El grupo creado por Nacho Cano, Mecandance, hizo su versión en el 2010.
- En el 2004, apareció editada en el disco "Alma Chill Out II".
- Konstantina editó la versión griega de esta canción.
- Julio Iglesias la incluye en su "Rumbas medley"
- Las cantantes Mireia, Verónica y Mai Meneses (Nena Daconte) la cantan para el disco "Generación OT".
- El grupo español Despistaos la incluye en el álbum-homenaje a Mecano "En tu fiesta me colé".
- El DJ español Juan Magán hizo su propia versión de la canción, con un toque mucho más tecno.

## Posicionamiento en listas
| Lista (1992)                | Mejor posición |
| --------------------------- | -------------- |
| España (Los 40 Principales) | 1              |